# Cestujte po drátě!
Cestujte po drátě! (anglicky „Travel by Wire!“) je krátká satirická sci-fi povídka britského spisovatele Arthura C. Clarka z roku 1937.
Jde o první vydanou Clarkovu povídku vůbec. Vyšla poprvé ve fanzinu s názvem Amateur Science Stories v prosinci 1937 (v tomtéž fanzinu vyšly Clarkovi i další dvě rané povídky: Ústup ze Země a Jak jsme byli na Marsu).
Humorný příběh vyprávěný neznámým vypravěčem se týká vývoje tzv. „radio-transportéru“ (forma teleportu) a různých problémů spjatých s jeho uvedením do provozu. Z tohoto tématu těží další povídka Drátěné kontinuum, kterou Arthur C. Clarke napsal společně se Stephenem Baxterem (vyšla v roce 1997).
Česky vyšla povídka Cestujte po drátě! ve sbírce Směr času (Polaris, 2002) v překladu Josefa Hořejšího.

## Příběh
Jistá výzkumná laboratoř vyvine zařízení na přenos věcí po drátě, radio-transportér. Chvíli trvá, než je možno přenášet předměty. S objevem delta vln se technologie posune o kus dopředu. Vývojáři si půjčují z biologické laboratoře pro své pokusy morčata, která následně vycpávají, což vede ke vzájemným třenicím. Dalším krokem je přenos člověka, je jím profesor Kingston. Přenos je úspěšný a vývojáři by rádi nechali vycpat i profesora.
Vědci založí společnost a uvedou radio-transportér na trh. Jsou uspořádány prohlídky a prezentace pro novináře. Největší reklamní akcí je přenos člověka z Londýna do Paříže. Firma se rychle rozrůstá, zákazníků a cestujících přibývá. Semtam se sice vyskytnou nepříjemnosti či nehody, ale v poměru vůči úspěšným přenosům po drátě jde o nepatrnou cifru. Někdy se stane, že cestující přijde o část své hmotnosti. Společnost dokonce využije tyto občasné nedostatky ve svůj prospěch, zkonstruuje speciální zařízení, kde lidé přenosem rychle a účinně hubnou. Vypravěč svou polemiku zakončuje úvahami o přenosech mezi Zemí a Marsem nebo Venuší. Poté prozradí, že se chystá do New Yorku – nikoli radio-transportérem, nýbrž letadlem. Vždyť je přece jedním ze spolukonstruktérů!